# エンバク
エンバク（学名：Avena sativa）は、イネ科カラスムギ属に分類される一年草。漢字では燕麦と書かれる。円麦という漢字やえんむぎという読みは誤り。また英語名の「Oat」（オート）からオート麦/オーツ麦とも呼ばれる。
形態学的にはエンバク属の Avena には二倍体のサンドオート（Avena strigosa）と六倍体の普通エンバク（A. sativa）がある。このうち普通エンバクの祖先野生種として、一般には、いずれも六倍体である野生型のオニカラスムギ（A. sterilis）と雑草型のカラスムギ（A. fatua）が知られている。野生種カラスムギ（A. fatua）の栽培種であるとして、価値が高い・本物という意味のマ（真）をつけてマカラスムギとも呼ばれる。ただし、伝播の違いなどから栽培エンバクが雑草型のカラスムギから進化したという点には否定的な説もある。なお、二倍体種（A. strigosa Schreb.）のほうは主に緑肥用でヘイオーツとして知られるが野生エンバクとも称されている。
種子は穀物として扱われる。オートミールとして食用になるほか、飼料として栽培されることもある。

## 特徴
稈長は60-150cmとなり、止葉の上の節間が長い。葉は幅広く、葉耳を欠く。穂長は20-25cm程度で、穂型は一般的には散穂型であるが、片穂型の品種もある。1個の小穂は2個の苞頴を有し、小花1-4を包む。エンバクの穀粒は頴に強くはさまれており容易に外れないものが一般的であるが、東アジアで栽培されるものはこれが外れやすい、いわゆる裸性のものが主流である。
栽培は秋蒔きと春蒔きとに分かれる。エンバクは冷涼を好むものの、ライムギとは異なり耐寒性は高くないため、寒冷地では凍害を受け冬を越せないことが多い。そのため、温暖な土地では秋蒔き、寒冷地では春蒔きを行うことが通例である。エンバクは寒冷でやせた高緯度地帯で栽培されることが多く、世界的には春蒔きによる生産が多い。ムギ類のなかでは湿潤を好み、生育には多量の水を必要とする。また、ムギ類のなかでは乾燥に最も弱く、生育期に乾燥が激しくなると悪影響がある。腐植土を好むが、生育地の幅は広い。酸性に強く、酸性土壌で広く生育するが、アルカリ性土壌にも耐えられる。よく成長するが、その分倒伏しやすい。

## 栄養
エンバクは一般的に健康的な食品とみなされ、それを利用した健康食品は栄養価が高いとして宣伝されている。エンバクの水溶性食物繊維の大部分はβグルカンである。エンバク由来のβグルカンについて血中コレステロール値上昇抑制作用、血糖値上昇抑制作用、血圧低下作用、排便促進作用、免疫機能調節作用などが欧米を中心に多数報告されている。このコレステロール低減という特質が確定されたことも、健康食品としてエンバクが受け入れられる理由となった。また、エンバクはコムギと比べたんぱく質や脂質が多く含まれているうえ、もっとも利用されるオートミールが全粒穀物であるため、精白された他の穀物と比べてさらに多くの食物繊維やミネラルを取ることができる。逆にこれらの含有量が高いため、デンプンの割合はほかの穀物に比べて低く、エネルギー量はやや低いが、これもまたエンバクが健康的であるとされる理由のひとつとなった。

## 歴史
原産地は地中海沿岸から肥沃な三日月地帯、中央アジアにかけてであり、この地方には現代でも野草型のエンバクが広く分布している。エンバクの栽培化は遅く、6000年から7000年前の肥沃な三日月地帯の遺跡においては栽培の痕跡がみられていない。しかしこの地方にはエンバク野生種は自生しており、コムギやオオムギ畑に入り込んで雑草として生育するようになった。やがてこの雑草型エンバクが休眠性や非脱落性といった穀物の重要な特性を獲得していき、約 5,000 年前に中央ヨーロッパで作物となったと考えられている。この時は厳しい環境でも収穫できることから荒地での栽培や不作時の保険としてコムギなどと混ぜて播種されていたが、初期鉄器時代に本格的に栽培されるようになり、厳しい気候の北ヨーロッパで作物のエンマーコムギに置き換わって栽培されるようになってから、栽培型の普通エンバクが成立した。このような成立過程によりヴァヴィロフは二次作物と分類している。
一方、エンバクは東方にも伝播していき、パミール高原などの中国山岳地域において脱穀のしやすい、いわゆる裸性を獲得し、裸性栽培型エンバク（ハダカエンバク）の起源となったと考えられている。このハダカエンバクは莜麦（ユーマイ）と呼ばれ、中国北部の内モンゴル自治区などで広く栽培されている。一般のエンバクは「燕麦」と書かれ、莜麦とは区別されるが、中国で栽培されるエンバクのほとんどは莜麦である。
エンバクは栽培化された中央ヨーロッパを中心に栽培され、ローマ帝国がこの地方に進攻するとともにローマにも伝えられた。ローマにおいては飼料用にしか使用されず、人間の食用となることはなかったが、一方ローマの北方に居住していたゲルマン人はエンバクを栽培し、人間の食用としていた。中世ヨーロッパにおいて三圃式農業が成立すると、エンバクはオオムギとともに1年目の春耕地に蒔かれ、主に飼料用として利用された。エンバクが三圃式農業の作物に組み込まれたのは、ローマ時代には軍馬としてしか使用されなかったウマが、農法の進歩によって農作業や輸送用として農村部で広く使用されるようになり、各農村において飼料の需要が急増したためであった。また、エンバクのわらはウマなどの敷料としても用いられた。以後も19世紀にいたるまで、利用は馬の飼料用が中心であり、主に食用とするのはスコットランドなどいくつかの地域に限られていた。スコットランドにおいてはすでに5世紀には広く利用されていた記録があり、主にオートミールやオートケーキなどとして食べられていた。このほか、エンバクはアイルランドやウェールズ、スウェーデン、ノルウェー、フィンランドなど、気候が厳しくコムギの収量が多くは望めない地域において主要な穀物となっていた。ただしアイルランドにおいてはジャガイモの伝来によって主食の地位はジャガイモへと交代した。中世のフランスにおいても、湿潤な高地においてはエンバクが主に栽培される穀物であった。また、中世のエールにはオオムギ麦芽のほかにしばしばエンバクの麦芽が使用された。オートミールを食用とするのは貧しい農民が主だったが、これは穀物を粉に挽かなければならないパンとくらべ目減りが少ないうえ、石臼を持つ粉屋やパン屋から手数料を差し引かれる必要もなく、価格も安いためであった。北アメリカ大陸には17世紀にはすでに移入されていたものの、スコットランド移民中心の地域を除き食用とはされていなかった。18世紀に入ると気候の寒冷化と人口増加により食生活に変化が起き、スコットランドでは肉の消費量の急減と時を同じくしてエンバクの消費量が急増した。19世紀に入るとエンバクの近代的な品種改良が開始され、20世紀初頭に本格化したことで収量や耐倒伏性、病原菌への抵抗性などが大幅に向上した。
エンバクの薬効は古くから知られていたものの、19世紀まではアメリカの料理本にはオートミールはほとんど載っていないほどであった。しかし、1870年代にフェルディナンド・シューマッハがエンバクを工業的にフレーク化する技術を開発し、エンバクの押麦（ロールドオーツ）が発明されることでエンバクは手軽に調理できるものへと変化した。さらにヘンリー・クローウェルがこれを「クエーカーオーツ」の名で商品化し、クエーカーオーツカンパニーが設立されると、食品会社がオートミールの大量生産に乗り出し、19世紀末以降アメリカ中に急速に普及した。さらに1880年ごろにジョン・ハーヴェイ・ケロッグが、それまでグラハム粉を使用していたグラニューラという食品をエンバクのフレークを使用するように改良し、グラノーラが誕生した。グラノーラはいわゆるシリアル食品のはしりであり、以後さまざまなシリアル食品が開発される元となった。ついで1900年ごろにはスイス人医師のマクシミリアン・ビルヒャー＝ベンナーがミューズリーを開発した。グラノーラやミューズリーはコーンフレークなどほかのシリアル食品に押されて生産が減少していたが、1960年代のヒッピームーブメントによって健康面から見直されるとともに改良が加えられ、多く消費されるようになった。1980年代後半になるとエンバクのふすま（オートブラン）が健康食品としてブームとなり、エンバクの人気はさらに高まった。

## 生産
| エンバクの生産量上位10ヶ国 — 2013年 (千トン) | エンバクの生産量上位10ヶ国 — 2013年 (千トン) |
| -------------------------------------------- | -------------------------------------------- |
| ロシア                                       | 4,027                                        |
| カナダ                                       | 2,680                                        |
| ポーランド                                   | 1,439                                        |
| フィンランド                                 | 1,159                                        |
| オーストラリア                               | 1,050                                        |
| アメリカ合衆国                               | 929                                          |
| スペイン                                     | 799                                          |
| イギリス                                     | 784                                          |
| スウェーデン                                 | 776                                          |
| ドイツ                                       | 668                                          |
| 世界総生産量                                 | 20,732                                       |
| 出典: FAO                                    |                                              |

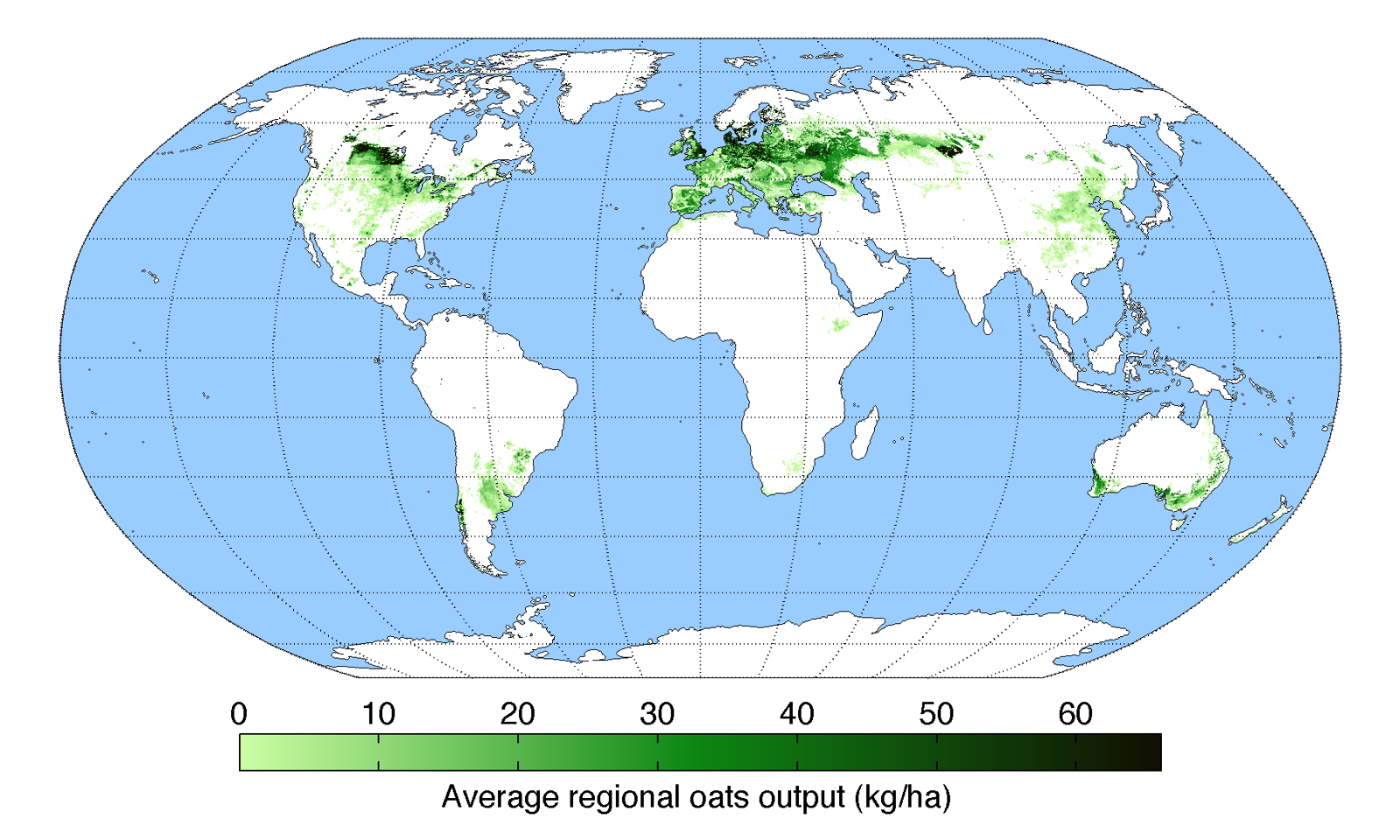
世界のエンバク生産図

2005年の全世界生産は2460万トンで、小麦、稲、トウモロコシ、大麦、ソルガムについで6番目に生産高の多い穀物である。世界で最も生産高が多いのはロシアで510万トンとなっており、以下カナダ330万トン、アメリカ170万トン、ポーランド130万トン、フィンランド120万トンと続く。冷涼で湿潤な夏の気候に適応しているため、高緯度地帯で多く生産される。北アメリカ大陸においては、とくにカナダの大平原地帯およびアメリカ北中部の諸州に生産が集中しているが、これら諸州においては春まきのエンバクが栽培されている。それに対し、より温暖な南部諸州やテキサス州、カリフォルニア州においては秋播きのエンバクが主に栽培されている。しかしこれら秋播き諸州のエンバク生産量は少なく、春まき地帯に集中しているエンバク処理工場への輸送費が引き合わないため、ほとんどが地元で飼料として消費されるにとどまっている。
現在はロシアを除いてどの主要生産国でも生産量は減少を続けており、1965年から1994年までの間に生産量は世界全体で23%、作付面積は27%も減少し、生産量ではソルガムに抜かれた。生産減少の理由としては、まずエンバクの主要用途であったウマの飼料用需要が急減したことによる。ウマは軍馬として、また輸送用の家畜として需要が高く世界各国で飼育されていたが、20世紀中盤以降戦車などの登場によって軍馬がほぼ不要となり軍需が消滅したうえ、モータリゼーションによって輸送用需要もほぼトラックなどの自動車にとってかわられ、こちらの需要も激減したため、ウマの用途が競走用やスポーツ用を主体としたわずかなものに限られてしまい、飼育数が減少した。そのため、ウマの飼料を主目的としていたエンバク生産もそれにつれて急減した。さらに残った需要も、大豆やトウモロコシといった新たな飼料作物の登場によって競合が起き、その需要も減少した。ただし、現代においても飼料用、とくにウマの飼料用需要がエンバクの最大需要であることには変わりがない。エンバクの生産量のうち79%は現代においても飼料用として消費される。ただし健康志向のたかまりやオートミールの普及などによって食用需要の比重は高まり続けており、アメリカにおいては42%が食用や種子用として生産されている。
エンバクの1人当たりの消費量が最も多い国はフィンランドであり、次いでデンマーク、スウェーデン、イギリスとヨーロッパ北部の国々が続く。ただし、最もエンバクの食用消費量の多いフィンランドにおいても年間消費量は1人当たりわずか3kgにすぎず、食用穀物として大きな比重を占めているとはどの国においても言い難い。これは、エンバクの主要な食用用途がオートミールにほぼ限られており、コムギやライムギのように単独でパンにすることができず、主食用としてほぼ使用されないためである。

## 利用
種子は飼料または食用として、また、藁は飼料として利用される。

### 食用

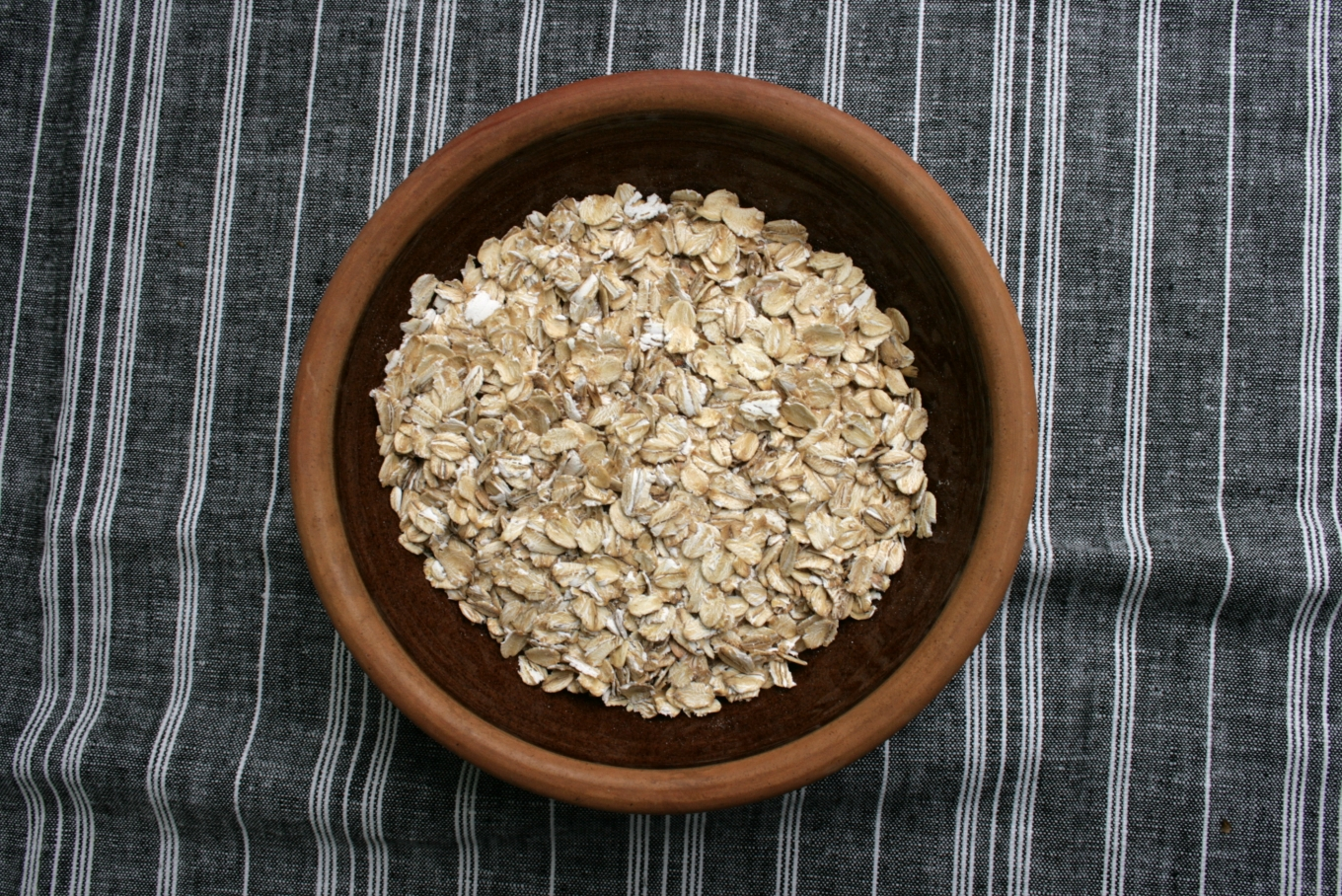
オートミールはエンバクを食用とする際のもっとも一般的な調理法である

食用とする場合、エンバクは利用しやすいよう押し麦や挽き麦とするか、製粉される。脱穀し乾燥させて粒としたあと、加熱してローラーをかけるとフレーク（ロールドオーツ）となる。エンバク粉にする場合、粒としたあと、加熱して製粉をおこなう。この粉をふるいにかけ、エンバク粉とフスマ（オートブラン）とに分けて、どちらも食用とする。
穀物食品の中ではミネラル・タンパク質・食物繊維を最も豊かに含むが、ビスケットなどには使われるものの、グルテンを持たないため小麦ほどパンの原料には向かない。粗挽きもしくは圧扁したもの（オートミール）を水や牛乳などで炊いた粥は、エンバクの食用時の利用法として最も一般的なものであり、エンバク栽培地域である北欧や東欧では古くからどこでも食されてきた。塩味をつけることもあるが、砂糖やジャムなどを入れて甘くして食べることも広く行われている。さらに19世紀後半にアメリカにおいてエンバクのフレーク化技術が開発されたことで調理にかかる手間が大幅に軽減され、軽く煮るだけで調理できるオートミールは朝食として定番のシリアルとなった。このオートミールは開発国であるアメリカはじめ、ヨーロッパ諸国などでも広く食されている。こうしたオートミールにはいわゆる押し麦であるロールドオーツや、エンバクの粒を2つか3つほどにカットしたスティール・カット・オーツがあるほか、この調理過程をさらに簡略化し、お湯を注ぐだけでオートミールができあがるインスタント・オートミールも市販されている。
また、オートミールに玄米や麦などを混ぜ、蜂蜜や油を混ぜて焼き、さらにドライフルーツを混ぜてできあがったものがグラノーラであり、フレーク状で食される。またそれを固めて棒状にしたグラノーラ・バーもおやつや健康食品として市販されている。また、ふやかしたオートミールに果物やナッツを混ぜたミューズリーもシリアル食品となっている。グラノーラとミューズリーの差は、加熱処理の有無である。こうしたシリアル食品とは別に、オートミール自体を製菓原料とすることもある。パンやクッキー、ケーキなどの生地に混ぜ込むほか、オートミール・クッキーなどは代表的なエンバクの菓子であり、欧米では各社から販売されている。イングランドの北部においてはオートミールと糖蜜からパーキンと呼ばれるケーキが作られる。
他には、エンバクのフスマをオートブランと呼び、欧米では水溶性食物繊維の代表格として健康食品となっている。
この他、植物性ミルクとして、他の穀物と同じように代替乳を作ることができ、オーツミルクとして市販されている。またビールやウィスキーの材料としても使われる。
エンバクを食用に主に用いていた国は、スコットランドやベラルーシなどである。

#### スコットランド
スコットランドにおいてはエンバクは主穀であり、主にポリッジ（粥）として食べられた。現代においてもスコットランドにおいてオートミールのポリッジは一般的なものである。また、ポリッジをさらに水分を多くしてやわらかく炊いたグルーエル（重湯）とすることもある。エンバク粉に小麦粉を混ぜて焼き上げたオートケーキも、古くからスコットランドで利用されてきた。オートケーキは甘みがなく塩味で、エンバクは膨らまないために薄く焼き上げられており、主に軽食用とされる。オートケーキのほかに、同じく小麦粉にエンバク粉を練りこんで砂糖を加え甘く焼き上げたビスケットも多く販売され、こちらは菓子となっている。また、ベーキングパウダーや塩を入れて作るバノックと呼ばれるクイック・ブレッドの材料ともなる。スコットランドの名物料理であるハギスは、ゆでたヒツジの内臓のミンチにタマネギとハーブを刻み入れ、つなぎとしてエンバクを入れたのちに牛脂と共にヒツジの胃袋に詰めてゆでるか蒸すかしたプディングである。スコットランドにおいては、エンバクはブラックプディングのつなぎとしても使用される。また魚料理の衣に混ぜてさくっとした食感を出すのに使われたり、スープに入れとろみをつけるのにも用いられる。

#### アイルランド
アイルランドにおいてはジャガイモの伝来まではエンバクはもっとも広く用いられた穀物であり、ジャガイモ伝来によってとってかわられたのちもオートミールやオートケーキを食用とする習慣は残った。

#### ベラルーシ
ベラルーシにおいてはエンバクは最も利用された穀物であり、主にカーシャ（粥）に使用された。ただし、パンを焼くときはより膨らみやすいライムギが主に使用された。また、ベラルーシの伝統的スープであるジュールはエンバク粉から作られる。

#### アルプス
アルプス山脈の農村においても、エンバクは主な食料とされた。この地方ではエンバク、ライムギ、コムギをつくっていたが、コムギはほとんど取れず、ライムギの収量もそれほど多くはなかったので、日常食としてエンバクを食べ、ライムギパンも日常食ではあるがより高級なものとして扱い、そしてコムギのパンは祝日にしか食べていなかった。この地方ではエンバクはパンまたは粥にして食べていたが、パンといってもエンバクは上述の通り膨らまないので、小麦粉をつなぎに少しだけ使用して厚さ2cm程度の薄いパンというよりビスケット状のものにして食べていた。これは風味は良かったが非常に硬いものであり、1950年代から1960年代にかけて交通網の整備などにより安いライムギ粉や小麦粉が入ってくると、この地方でエンバクを食することはほとんどなくなった。

#### アメリカ
アメリカにおいては、エンバクはスコットランドからの移住者によって持ち込まれたものの、食用利用はスコットランド人の多い地域に限られ、ほとんどの地域では食用とはされていなかった。これが変化するのはロールドオーツをはじめとする19世紀後半の技術革新以降であり、さらにケロッグやクエーカーオーツカンパニーをはじめとする食品企業がこれを大規模な広告戦略とともに売り出したため、19世紀末以降に急速に食用として普及した。現代においてはオートミールやグラノーラなどのシリアル食品が簡便で健康的な食品として広く利用されているほか、オートミール・クッキーやオートミール・マフィンなどは一般的な菓子として広く親しまれている。

#### 中国
中国においてエンバクを使用するのは内モンゴル自治区や山西省など北西部の一部に限られるが、食用とする地域においては麺や餃子をはじめ、エンバク粉を用いた多彩な料理が存在している。

#### 日本
日本には明治時代初期に導入され、特に北海道において栽培された。日本での利用は馬の飼料、特に軍馬の飼料として栽培が奨励されたため、太平洋戦争前には栽培面積が10万ヘクタールを割り込むことはなく、特に太平洋戦争中の1940年から1944年にかけては13万1,080ヘクタールを数え最高を記録したが、太平洋戦争後は軍馬の生産がなくなり軍需が消滅したうえ、モータリゼーションの進展による自動車の普及によってウマの飼育が激減し、ウマの飼料が主要目的だったエンバクの栽培面積も激減した。
人間の食用とされる例は少ない。その数少ない例として、昭和天皇の洋食タイプの朝食にはいつもオートミールが供されており、映画『日本のいちばん長い日』によると、1945年8月15日の朝食もオートミールであり、思いのほか質素な食事であると作中で言及されている。しかし21世紀を迎えたころから、シリアル食品の普及によりオートミールやグラノーラが国内企業によって生産されるようになり、エンバク食品が国内で広く流通するようになった。さらに健康志向の高まりによってグラノーラ・バーやオートブラン配合の健康食品なども各社から発売されるようになった。
現在、日本においては北海道で生産されており、国内向けのオートミール用に出荷されている。ほかに日本各地で栽培はおこなわれているが、輪作の一環として飼料用や緑肥用とされるのがほとんどであり、食用としての収穫はほぼなされていない。飼料用としての栽培は多く、サイレージ用や青刈りなどで牧草として使用され、冬作飼料作物としての栽培はイタリアンライグラスに次ぐものである。主に温暖な地域では秋播きして越冬させるが、寒冷な地域では春播きして夏または秋に収穫する。
また、一般的に「猫草」として売られている物の多くは燕麦である。

### 飼料
エンバクの用途のうち最も重要なものは飼料用であり、特に馬の飼料として盛んに利用されたが、軍馬の生産がほぼ停止し輸送用の需要も急減した現代では馬の飼育数が激減し、そのためエンバクの栽培が減少傾向をたどる主因ともなっている。ただしエンバクはウマがよく好む飼料であり、食物繊維の含有量も高く、ウマの濃厚飼料としては現代においても最もよく使用されるものである。エンバクが飼料として好まれるのはウマの嗜好のほか、エンバクはでんぷんが少なくエネルギーが低いため、厳密な飼料の計算が必要ではなく扱いやすいということも挙げられる。日本でのウマの飼育においては、国産のほかオーストラリア産、カナダ産、アメリカ産のエンバクが主に使用される。ウマの飼料としてはエンバクの穀粒そのもののほか、押し麦も使用される。押し麦は消化が良くなるものの栄養素が穀粒に比べやや損なわれる。それ以外の動物、たとえばニワトリの飼料原料の一つとして使用されることもある。
なお、エンバクの新芽を食べる猫がいることから、飼い猫用に猫草栽培キットとして、またはすでに10数cm程発育したものがペットショップやDIYショップなどで売られていることもある。

### 緑肥
緑肥としても利用され、透水性などの土壌物理性の改善や硝酸態窒素の水系への流亡抑制などの効果がある（Avena sativaのほかAvena strigosaも利用される）。

### その他の利用
カドミウムをはじめとする重金属の吸着にすぐれている性質を利用して、稲やソルガム（モロコシ）と共にカドミウムによる土壌汚染の修復（バイオレメディエーション）に利用される。

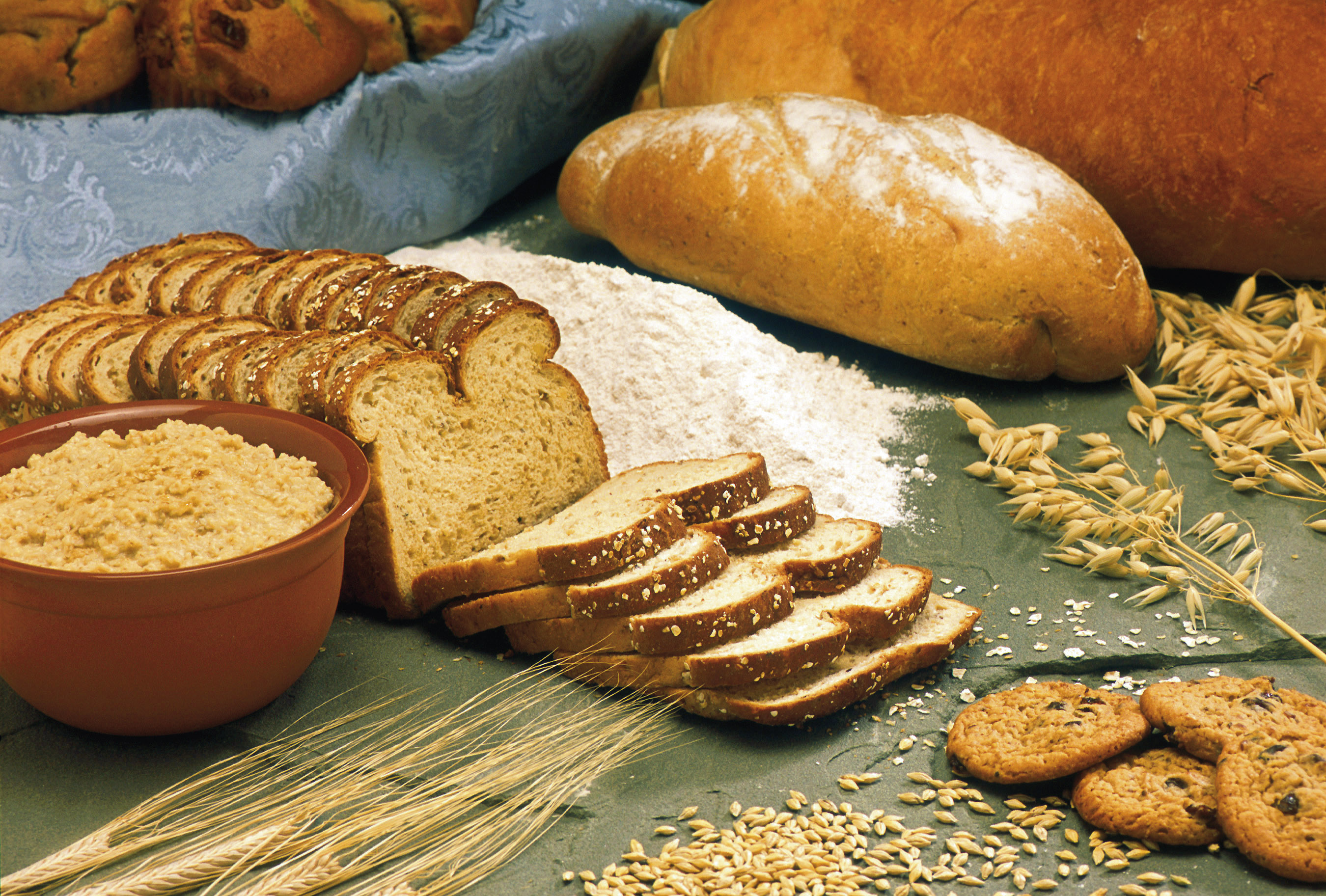
オオムギとエンバク、およびそれらを原材料とする食品

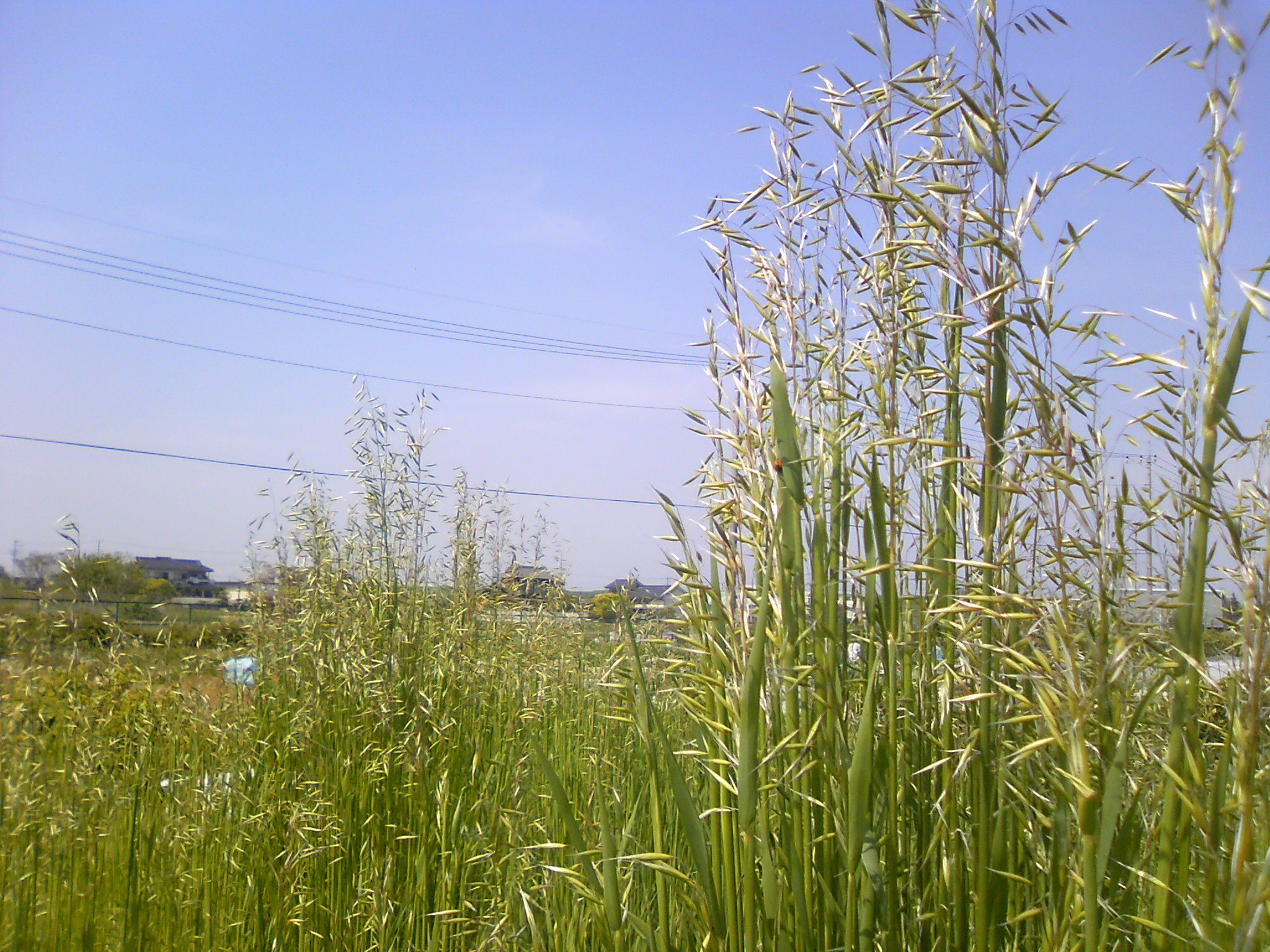
エンバクの穂。風媒花の特徴をもち、よく風になびく(品種：ミエチカラ)

## 文化
イングランドの詩人・批評家のサミュエル・ジョンソンは出版業者から辞書作りを依頼され、1755年に英語辞典 A Dictionary of the English Language（2巻）として刊行された。このサミュエル・ジョンソンの辞書には個人的主張が強く出た項目が含まれていることで知られ、その有名な項目の一つがOats（エンバク）の項目である。

Oats - A grain, which in England is generally given to horses, but in Scotland appears to support the people. (Samuel Johnson, 1755, A Dictionary of the English Language)
訳：エンバク - 穀物の1種であり、イングランドでは馬を養い、スコットランドでは人を養う。

これにはスコットランド人も激怒し、サミュエル・ジョンソンの弟子でもあったジェイムズ・ボズウェルはお返しに、ユーモアを込めて次のように反論したという。

Which is why England is known for its horses and Scotland for its men.
訳：それ故に、イングランドはその産する馬によって名高く、スコットランドは人材において名高い

スコットランド英語においては、エンバクは「コーン」(corn)と呼ばれることがある。これは、英語においてはその地方で最も重要な穀物をしばしばcornと呼ぶことがあるからである。なお、アメリカ英語においては、他国で「メイズ」（maize）と呼んでいたものを「インディアンコーン」と呼び、これが転じて「コーン」はトウモロコシのことを指すようになった。

## 画像

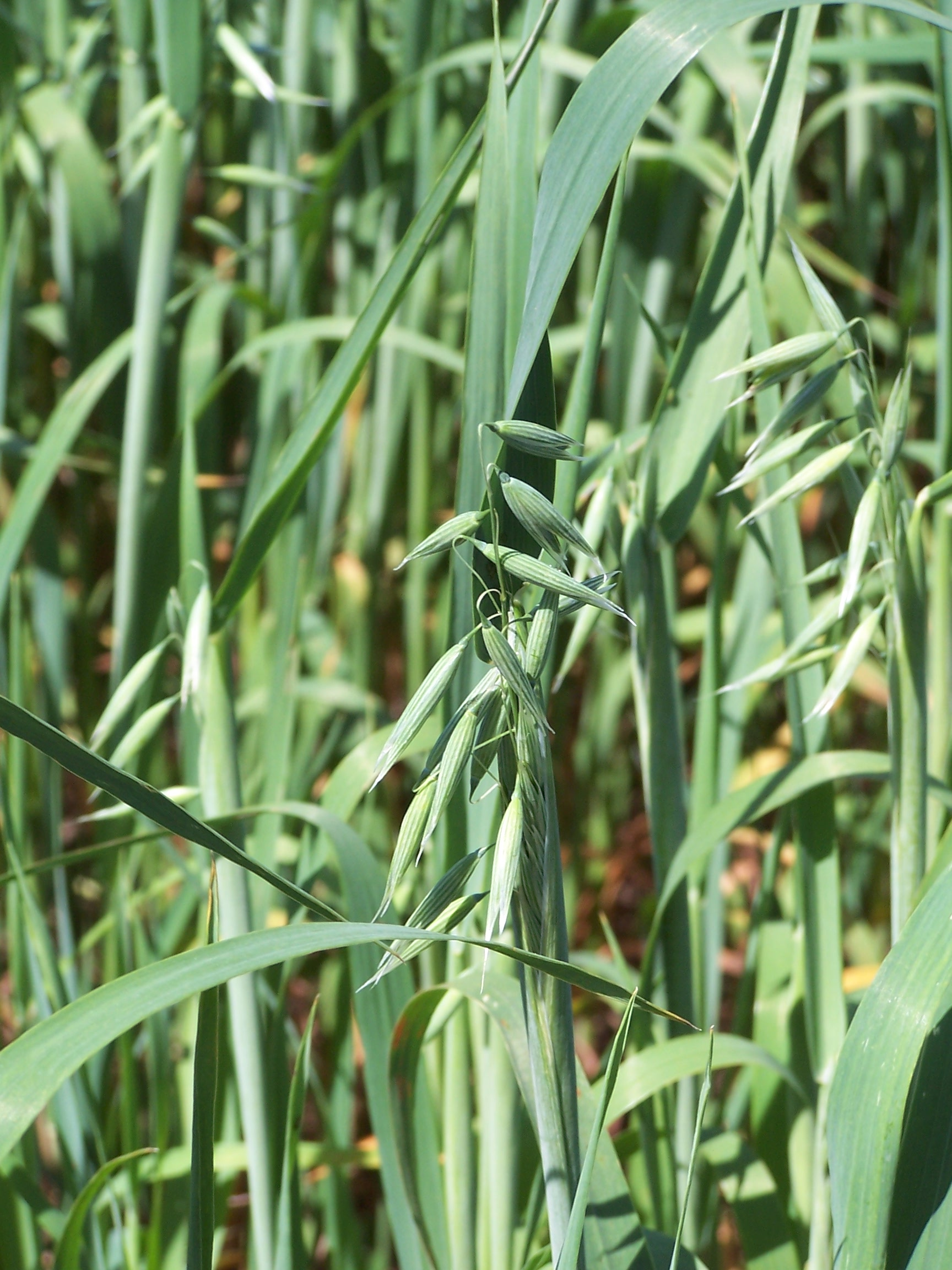
エンバク
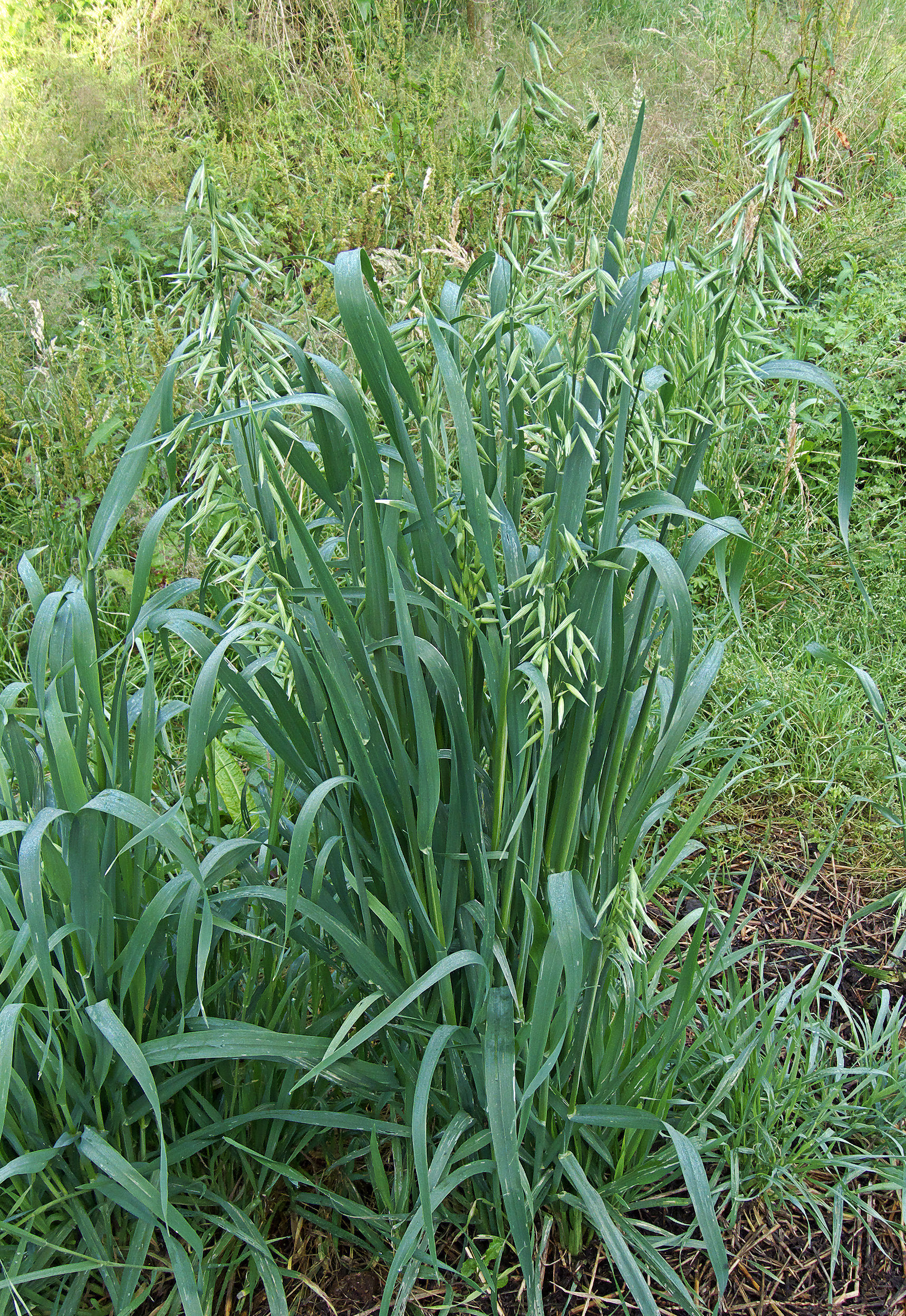
エンバク
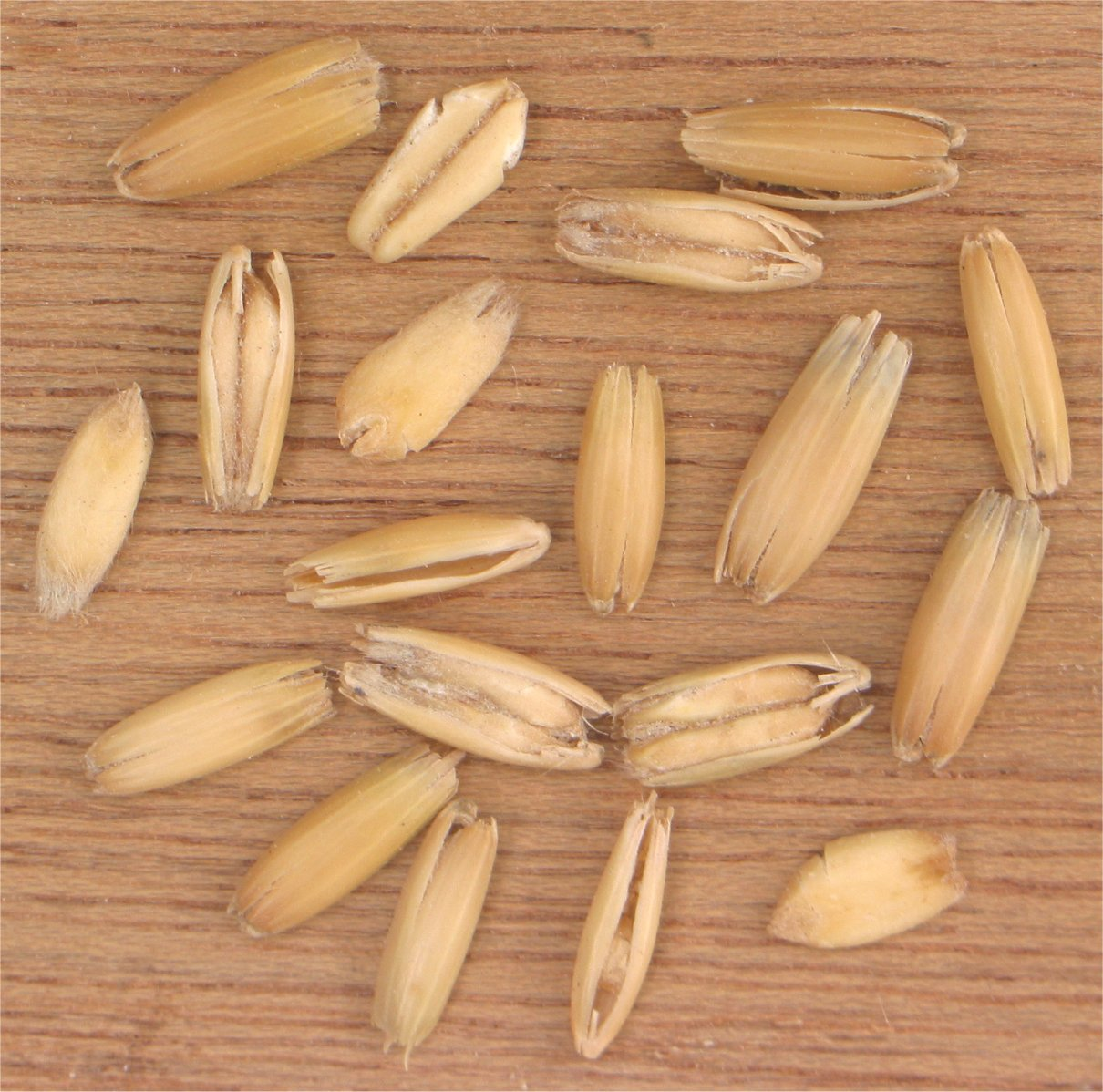
穀に包まれているエンバクの麦粒